# Leptogium phyllocarpum
Leptogium phyllocarpum är en lavart som först beskrevs av Christiaan Hendrik Persoon, och fick sitt nu gällande namn av Jean François Montagne. Leptogium phyllocarpum ingår i släktet Leptogium och familjen Collemataceae.   Inga underarter finns listade i Catalogue of Life.

## Källor

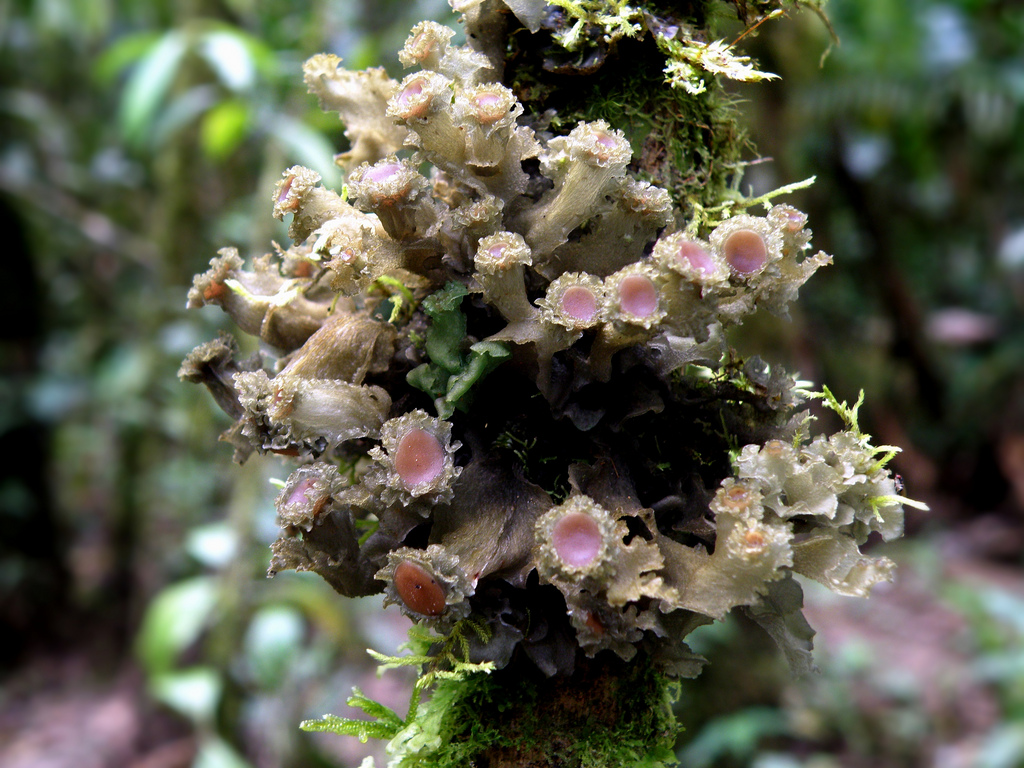